# Meliola capensis
Meliola capensis är en svampart som först beskrevs av Kalchbr. & Cooke, och fick sitt nu gällande namn av Ferdinand Theissen 1912. Meliola capensis ingår i släktet Meliola och familjen Meliolaceae.   Inga underarter finns listade i Catalogue of Life.